# Retencja danych
Retencja danych – rutynowe zatrzymywanie przez operatorów informacji o tym, kto, z kim i kiedy łączył się (lub próbował to zrobić) za pomocą środków komunikacji elektronicznej. Dane te powinny być przechowywane przez okres nie dłuższy niż jest to niezbędne do celów, w których dane te są przetwarzane. Mogą być przechowywane przez dłuższy okres, o ile będą one przetwarzane wyłącznie do celów archiwalnych w interesie publicznym, do celów badań naukowych lub historycznych lub do celów statystycznych.

## Przechowywane dane
Retencji podlegają dane niezbędne do ustalenia zakończenia sieci, telekomunikacyjnego urządzenia końcowego i użytkownika końcowego inicjującego połączenie oraz do którego kierowane jest połączenie, jak również dane niezbędne do określenia daty i godziny połączenia, czasu jego trwania, rodzaju połączenia i lokalizacji telekomunikacyjnego urządzenia końcowego.

## Cel przechowywania danych retencyjnych
Dane są wykorzystywane przede wszystkim jako źródło informacji i dowody w sprawach karnych. Polskie prawo jednak pozwala uprawnionym instytucjom korzystać z tych danych podczas realizacji swoich „ustawowych zadań”, także w celach prewencyjnych. Tylko sąd i prokurator są zobowiązani do poinformowania osoby o pobieraniu o nim danych. Policja i służby nie mają tego obowiązku.

## Instytucje mające dostęp do danych retencyjnych
- Sądy
- Prokuratura
- Policja
- Straż graniczna
- Żandarmeria Wojskowa
- Służba Kontrwywiadu Wojskowego
- ABW
- CBA
- Służby skarbowe
- Służba Ochrony Państwa